# Marie-Hippolyte de Rumigny
Pour les articles homonymes, voir Rumigny.
 (juillet 2019).
Si vous disposez d'ouvrages ou d'articles de référence ou si vous connaissez des sites web de qualité traitant du thème abordé ici, merci de compléter l'article en donnant les références utiles à sa vérifiabilité et en les liant à la section « Notes et références ».
Marie-Hippolyte Gueilly, marquis de Rumigny, est un diplomate français né à Paris le 7 septembre 1784 et mort à Bruxelles (Belgique) le 14 février 1871.

## Biographie
Issu d'une famille originaire de Picardie, frère du général Marie-Théodore de Rumigny (1789-1860), il entra en 1805 dans les bureaux du ministère des Affaires étrangères et remplit, sous la Restauration puis sous la monarchie de Juillet, les fonctions de ministre de France près de la cour de Saxe-Gotha (1821) puis près de la Diète helvétique. Jugé favorable aux démocrates suisses, il fut rappelé en 1835 par le duc de Broglie, au moment où la France cherchait à adopter une attitude plus conciliante vis-à-vis de l'Autriche. Il fut alors nommé ambassadeur à Turin (1836-1840), puis à Bruxelles (1840-1848).
Nommé pair de France le 11 octobre 1832, il siégea au Palais du Luxembourg jusqu'à la Révolution de 1848. Il y soutint constamment de ses votes le gouvernement de Louis-Philippe. 
Il fut élevé à la dignité de grand-officier de la Légion d'honneur le 25 octobre 1835.

## Distinctions
- Grand officier de la Légion d'honneur (25 octobre 1835).

## Descendance
Il fut marié a Caroline Mortier de Trévise, fille d'Édouard Mortier et a eu :
- Louise Gueilly de Rumigny x Ludovic-Marie d'Ursel (1809–1886)
  - Hippolyte d'Ursel
  - Comte et comtesse Auguste d'Ursel
  - Comtesse Louise d'Ursel, épouse du Vicomte d'Hennezel
  - Comte Antoine d'Ursel
  - Comte Jacques d'Ursel
  - Comte François d'Ursel
  - Comte Serge d'Ursel
  - Comte Renaud d'Ursel
  - Comte Didier d'ursel
  - Comte Gery d'Ursel
  - Comte Baudouin d'Ursel
- Marie Gueilly de Rumigny (1823 - 1865) x Édouard de Sercey (1802 - 1881)